# Lausnitz bei Neustadt an der Orla
Lausnitz bei Neustadt an der Orla (bis 2015 Lausnitz) ist eine Gemeinde in der Verwaltungsgemeinschaft Oppurg im thüringischen Saale-Orla-Kreis.

## Geografie
Lausnitz bei Neustadt an der Orla liegt in der Nähe von Neustadt an der Orla und ist unmittelbares Nachbardorf vom etwas westlich liegenden Kolba und dem nordöstlichen Rittergut Positz. Die Gemeinde befindet sich im Orlatal der südlichen Ausläufer des nördlichen Buntsandsteinvorlandes des Thüringer Schiefergebirges. Die Bundesstraße 281 führt wenige hundert Meter am Dorf südlich vorbei. Nach der Straße folgt dann die Bahnstrecke Leipzig–Saalfeld/Saale. Die Gemarkung vom Dorf ist kupiert und besitzt Sand-, Löss- und Tonböden. Teiche lockern die Flur auf, die im Norden von Wald Richtung Langendembach begrenzt wird.

## Geschichte
Die urkundliche Ersterwähnung von Lausnitz war am 8. Juni 1266. Lausnitz gehörte bis 1815 zum kursächsischen Amt Arnshaugk und kam nach dessen auf dem Wiener Kongress beschlossenen Abtretung mit dem Großteil des Neustädter Kreises zum Großherzogtum Sachsen-Weimar-Eisenach.
Mindestens seit dem 15. Jahrhundert gab es in Lausnitz Rittergüter: bis 1945 über 200 Jahre im Besitz der Familie von Wurmb, davor 250 Jahre in Besitz der Familie von Stein. Der „Untere Hof“ hatte ein im Dorf als „Schloss“ bezeichnetes Gutshaus, mit Rokoko-Möbeln, einer Sammlung von Meißner Porzellan und einer wertvollen Bibliothek. Dazu gehörte eine Parkanlage im Stil des Bayreuther Hofs. Der letzte männliche Besitzer, der Landwirt Lutze von Wurmb, fiel 1943 als Offizier im Zweiten Weltkrieg. Obwohl die Familie in der SBZ als „antifaschistisch“ eingestuft worden war, wurde die Witwe mit drei Kindern im Herbst 1945 entschädigungslos enteignet und von ihrem Besitz verwiesen. Als Frau von Wurmb auch die Verhaftung drohte, floh sie mit den Kindern im Dezember 1945 nach Westdeutschland. Als die (im Jahre 1945 15-jährige) Tochter Maria von Below (geb. von Wurmb) nach der „Wende“ Anfang der 1990er Jahre wieder in Lausnitz war, schilderte sie ihre Erlebnisse so: „Ländereien und Gebäude sind verkommen, Kunstschätze, Möbel und Bilder gestohlen“.

### Einwohnerentwicklung
Entwicklung der Einwohnerzahl (Stand jeweils 31. Dezember):
| - 1994: 387 - 1995: 368 - 1996: 389 - 1997: 375 - 1998: 371 - 1999: 370 | - 2000: 382 - 2001: 371 - 2002: 362 - 2003: 356 - 2004: 361 - 2005: 362 | - 2006: 351 - 2007: 355 - 2008: 351 - 2009: 343 - 2010: 344 - 2011: 337 | - 2012: 333 - 2013: 331 - 2014: 327 - 2015: 317 - 2016: 324 - 2017: 318 | - 2018: 303 - 2019: 302 - 2020: 296 - 2021: 307 - 2022: 306 - 2023: 300 | - 2024: |

Datenquelle: Thüringer Landesamt für Statistik

## Sehenswürdigkeiten
- Dorfkirche mit Denkmal an der Kirchenwand für die Gefallenen beider Weltkriege und mit einer Tafel „Den Opfern des Stalinismus und SED-Regimes gewidmet. Im Internierungslager Buchenwald starb 1947 unser Lehrer Kurt Förster. An der Sektorengrenze in Berlin wurde am 31. März 1956 Roland Scholz erschossen“.
- Frühere Gutsgebäude in desolatem Zustand

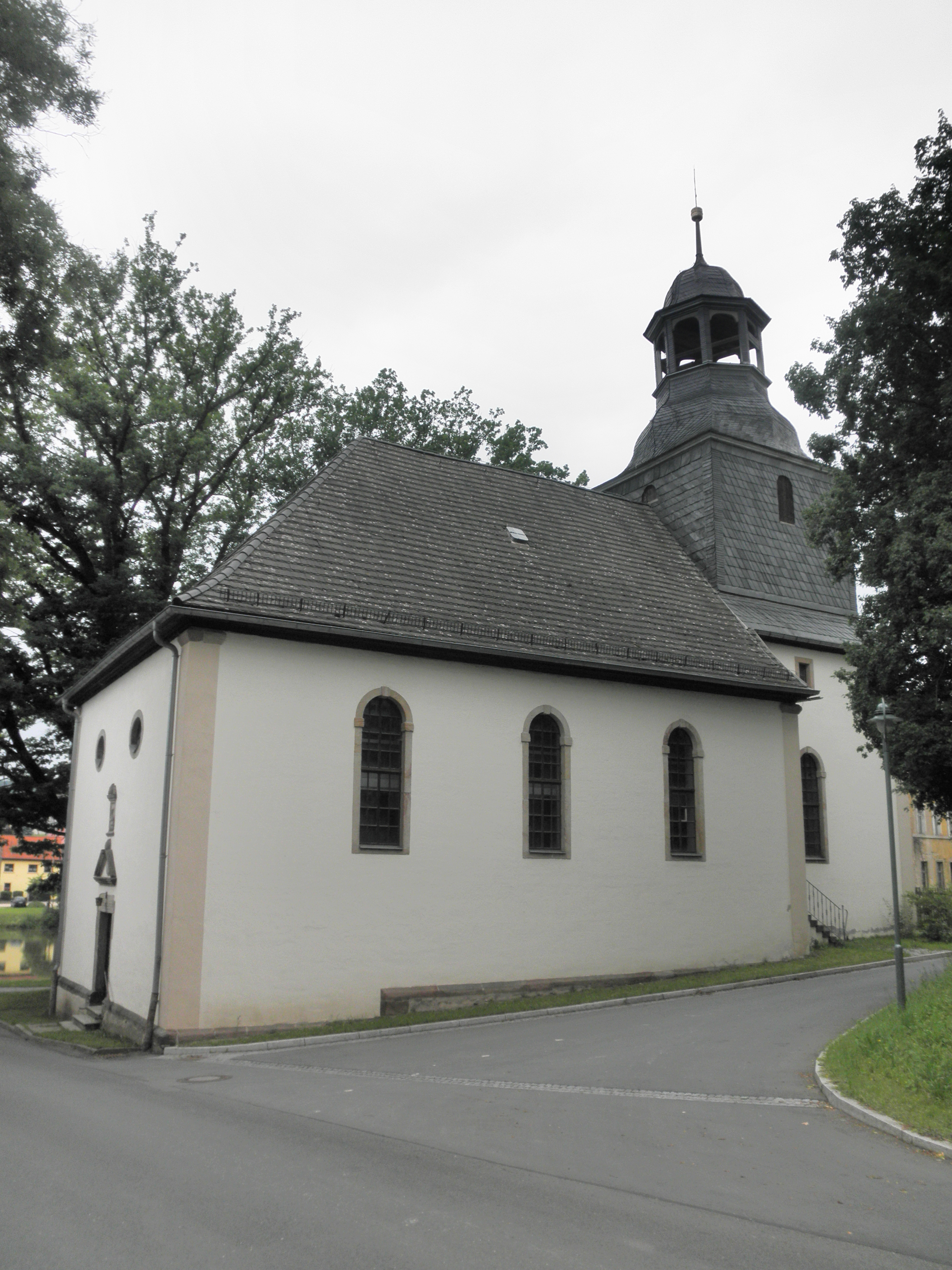
Kirche
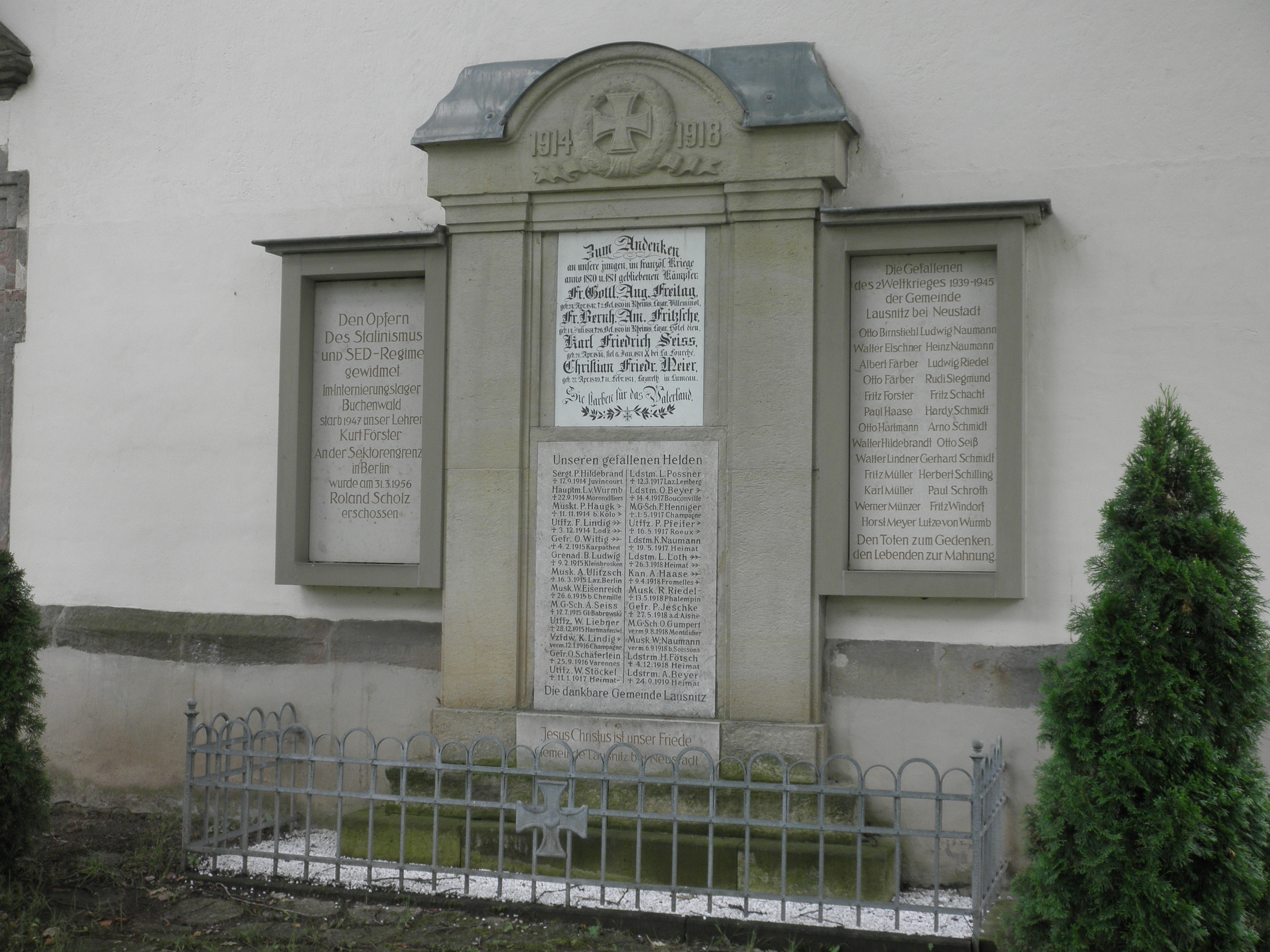
Gedenktafel an der Kirchenwand
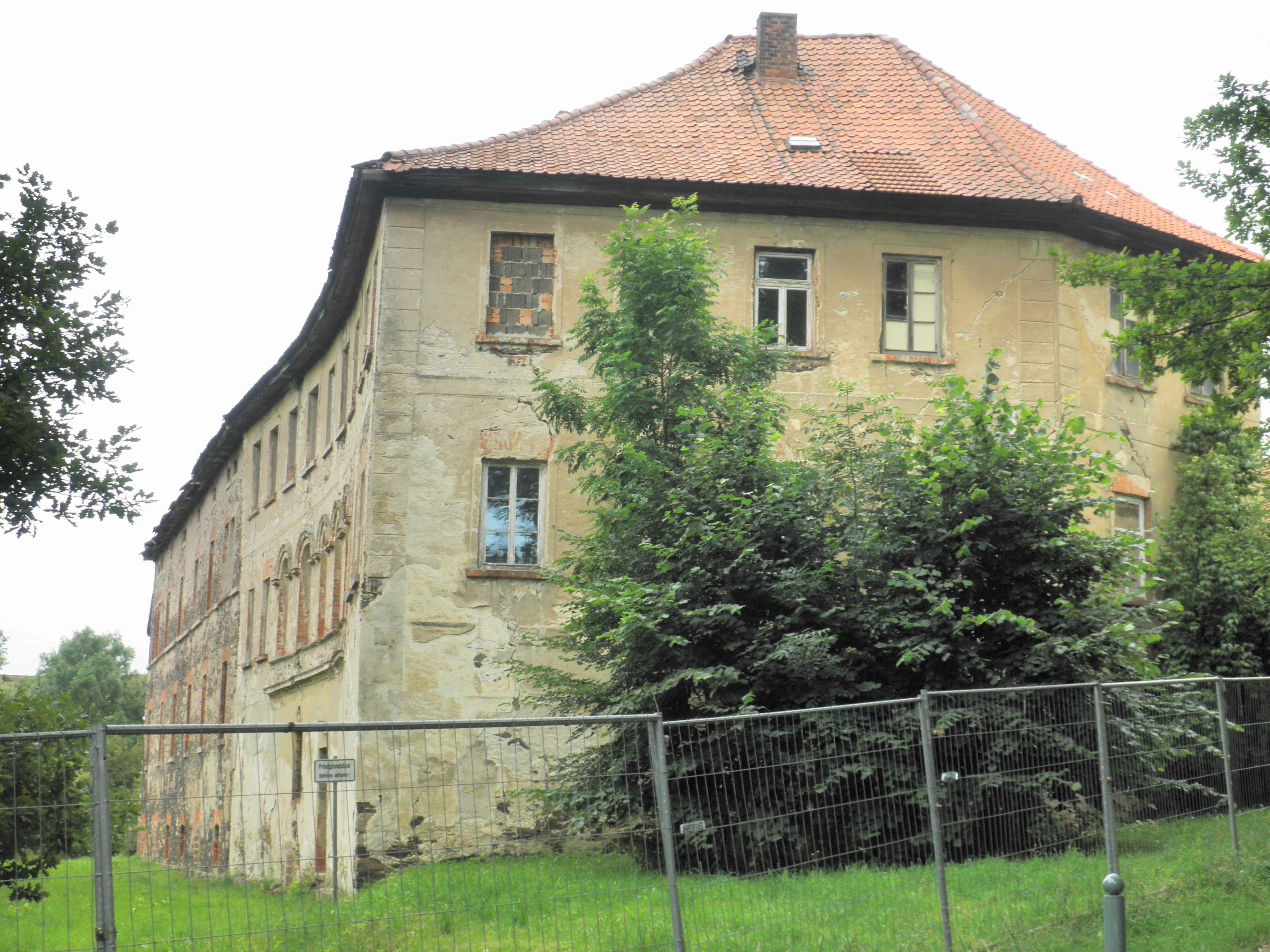
Gutsgebäude

## Persönlichkeiten
- Verena Zeltner (1951–2022), Autorin